# Маульин (река)
Маульин (исп. Rio Maullín ) — река в провинции Льянкиуэ области Лос-Лагос Чили.

## География
Длина реки составляет 85 км. Площадь бассейна — 4738 км².
Река берёт начало в озере Льянкиуэ на высоте 53 метра. Течёт в общем юго-западном направлении, образует несколько небольших водопадов, впадает в бухту Маульин залива Коронадос Тихого океана близ посёлка Маульин. В нижнем течении река образует эстуарий, подверженный влиянию приливов. Река судоходна для маломерных судов на протяжении 35 км от устья (до деревни Пуэрто-Толедо).
Крупнейшие притоки Маульина: Рио-Негро, Оскуро и Колегуаль.